# Elecciones legislativas de Colombia de 1937
En abril de 1937 se realizaron en Colombia las elecciones para la Cámara de Representantes. En el marco del control de los liberales sobre el gobierno nacional, los partidos Conservador y Comunista se abstuvieron de participar. Por lo tanto, la elección de curules en la Cámara se convirtió en una disputa interna del liberalismo para la designación de su candidato único a la elección presidencial del año siguiente. Los resultados favorecerían a los partidarios de la candidatura de Eduardo Santos sobre la de su copartidario Darío Echandía.

## Resultados
| Partido         | Votos   | %   | Escaños |
| --------------- | ------- | --- | ------- |
| Partido Liberal | 550,726 | 100 | 118     |
| Total           | 550,726 | 100 | 118     |

## Fuente
- Dieter Nohlen (Editor), Elections in the Americas. Vol 2: South America. Oxford University Press, 2005
- Timothy Scully (Editor). Building Democratic Institutions: Party Systems in Latin America. Stanford University Press. p. 193